# 1544
Відродження •  Реформація •  Доба великих географічних відкриттів •  Ганза

## Геополітична ситуація
Османську державу очолює Сулейман I Пишний (до 1566). Імператором Священної Римської імперії є Карл V Габсбург (до 1555). У Франції королює Франциск I (до 1547).
Середню частину Апеннінського півострова займає Папська область. Неаполітанське королівство на півдні захопила Іспанія. Венеційська республіка залишається незалежною, Флорентійське герцогство, Генуя та герцогство Міланське входять до складу Священної Римської імперії.
Іспанським королівством править Карл I (до 1555). В Португалії королює Жуан III Благочестивий (до 1557).
Генріх VIII є королем Англії (до 1547). Королем Данії та Норвегії — Кристіан III (до 1559). Королем Швеції — Густав I Ваза (до 1560). Королем частини Угорщини та Богемії є римський король Фердинанд I Габсбург (до 1564). На більшій частині Угорщини править Янош II Жигмонд Заполья як васал турецького султана за регентства матері Ізабелли Ягеллонки. У Польщі королює Сигізмунд I Старий (до 1548), Великим князем литовським є Сигізмунд II Август.
Галичина входить до складу Польщі. Волинь належить Великому князівству Литовському. Московське князівство очолює Іван IV (до 1575).
На заході євразійських степів існують Казанське ханство, Кримське ханство, Астраханське ханство, Ногайська орда. Єгипет захопили турки. Шахом Ірану є сефевід Тахмасп I.
У Китаї править династія Мін. Значними державами Індостану є Імперія Великих Моголів, Біджапурський султанат, Віджаянагара. В Японії триває період Муроматі.
Триває підкорення Америки європейцями. На завойованих землях ацтеків існує віцекоролівство Нова Іспанія.

## Події
- Письмові згадки про села Великі Межирічі (сучасний Корецький район), Дорогичівка (Заліщицький район).
- Великим князем литовським став Сигізмунд II Август.
- 14 квітня французькі війська завдали поразки імперським у битві поблизу Черизоле (тепер Черезоле-Альба) в Італії.
- 3 травня англійські війська захопили шотландське місто Единбург.
- У липні-вересні англійці спочатку взяли в облогу, а потім захопили французьке місто Булонь.
- 18 вересня французький король Франциск I та імператор Карл V Габсбург підписали перемир'я. Війна Франції з Англією продовжувалася.
- Засновано Кенігсберзький університет.
- Монголи спалили околиці Пекіна.
- Педро де Вальдивія заснував місто Вальпараїсо.
- Загинув вождь інків Манко Юпанкі. Його спадкоємцем став Сайрі Тупак.
- Португальці відкрили острів Тайвань і назвали його Формозою (гарним островом).

## Народились
Докладніше: Народилися 1544 року
- 11 березня — Торквато Тассо, італійський поет.

## Померли
Докладніше: Померли 1544 року